# Sinfonia n. 10 (Malipiero)
La sinfonia n.10 "Atropo" è una composizione sinfonica di Gian Francesco Malipiero. Conclusa nel 1967, la partitura fu eseguita in prima assoluta al Teatro Comunale di Firenze il 17 giugno 1967 dall'orchestra del Maggio Musicale Fiorentino diretta da Evert Sixten Ehrling. La partitura è un tributo alla memoria del direttore d'orchestra Hermann Scherchen, morto un anno prima a Firenze dopo aver riportato una ferita mentre dirigeva l'Orfeide dello stesso Malipiero. Il sottotitolo si riferisce a una delle tre Parche della mitologia classica, colei che taglia il filo della vita al momento della morte.

## Movimenti
Malipiero in una intervista del 1967 si esprime così sulla sua Decima sinfonia: "l'ultima sinfonia che ho scritto è dedicata a Scherchen: la sua morte, a cui ho avuto la disgrazia di esser si può dire presente (quella volta a Firenze - si ricorda? - e ho parlato con lui per telefono poco prima che morisse, lì in quell'albergo del centro), mi ha molto turbato. Ci penso da mesi, e continuo a pensarci molto: e allora ho scritto la mia decima sinfonia - s'intende, quella che vien dopo la «nona» nella quale le ultime quattro battute son quelle dell'Orfeide, le ultime che Scherchen diresse; e le ho messe lì, all'improvviso, proprio in memoria di lui».
Essa si caratterizza per l'assenza di temi ricorrenti, aldilà del modesto sviluppo di motivi che sono a loro volta un recupero da opere precedenti.
Nel primo movimento "Lento-Andante" viene presentato un tema  delle "Sette Canzoni" (l'opera centrale dell'Orfeide), il quale a sua volta riprende la antica melodia gregoriana della Missa De Angelis.
Il secondo movimento, "Tranquillo", è una pagina delicata e ariosa, di poco più di due minuti, in cui riaffiora lo stile diatonico del Malipiero degli anni '30 e '40: in una sinfonia dall'atmosfera funebre e a tratti aspro costituisce una parentesi serena, una sorta di rivisitazione del proprio percorso artistico.
Il terzo movimento, "Mosso", è una pagina angosciosa dal sapore cromatico.
Il quarto movimento, "Mosso, molto vivace-Un poco più lento" è alquanto animato nella prima parte, ma la concitazione viene bruscamente spezzata da un intervento della celesta e dell'arpa pizzicata, quasi a evocare l'inatteso decesso di Scherchen. La sinfonia termina in un clima di commosso raccoglimento con la riproposizione, a mo' di epitaffio, delle battute finali dell'Orfeide, l'ultima pagina diretta in vita dal musicista tedesco.

## Registrazioni
- Orchestra Sinfonica di Mosca, Antonio de Almeida, 1993 Marco Polo